# Choormog
Choormog (mongolisch хоормог), oft auch als khormog oder khoormog transkribiert, ist ein leicht alkoholisches Milchgetränk, das in der Mongolei überwiegend aus Yakmilch hergestellt wird.
Ausgangsprodukt von Choormog ist Tarag, ein joghurtähnliches, dickflüssiges und homogenes Milchprodukt mit säuerlichem Geschmack. Es wird entweder aus Rohmilch oder aus Magermilch hergestellt. Magermilch fällt insbesondere bei der Produktion von Öröm an. Die Milch wird durch einen Säurewecker aktiviert und ist dann nach zwei bis vier Stunden geronnen.
Dem fertigen Tarag wird Hefe zugesetzt, und er wird an einer nicht zu kühlen Stelle aufbewahrt. Durch die entstehende Kohlensäure bildet sich dabei Schaum. Das fertige Choormog hat einen pikant säuerlichen und alkoholischen Geschmack. Es enthält 20 bis 25 Gramm Milchsäure pro Liter und bis zu 2,5 Prozent Alkohol.

## Belege